# Ahrbrück
Ahrbrück is een plaats in de Duitse deelstaat Rijnland-Palts, en maakt deel uit van de Landkreis Ahrweiler.
Ahrbrück telt 1.166 inwoners.

## Gemeente-indeling
De gemeente bestaat uit de drie dorpskernen Ahrbrück (het voormalige Denn), Brück en Pützfeld.

## Geschiedenis
Pützfeld werd in 893 als bezit van het klooster Prüm reeds vermeld. In de 13e eeuw behoorde het, zoals ook de in 1265 voor het eerst in officiële akten genoemde nederzettingen Brück en Denn, tot het graafschap Are, waarbij in 1246 de drie dorpen onder de Kölnische Hoheit in het ambt Altenahr kwamen. Pützfeld bezat een vrij groot burchtgebied. Door de eigenaren daarvan werd in 1681 de Marienkapel links van de Ahr gebouwd. In 1938 werd de dorpskern Denn bij de aanleg van de oefenplaats van de Luftwaffe/Wehrmacht Ahrbrück gedwongen ontruimd. De naam ‘Ahrbrück’ in plaats van Denn werd bij het opnieuw oprichten van de dorpskern aangehouden.
De huidige gemeente werd op 7 juni 1969 (na opheffing van de tot dan zelfstandige gemeenten Ahrbrück (502 inwoners), Brück 443 inwoners en Pützfeld (230 inwoners) nieuw gevormd.
Vermeldenswaard zijn de dorpskapellen St. Rochus in Ahrbrück en St. Katharina in Brück, evenals de in 1993 gerestaureerde Maria-bedevaartskapel in Pützfeld met barokinrichting.

### Inwonerontwikkeling
Ontwikkeling van de inwoneraantallen (31 december)
| - 1815: 1936 - 1835: 2419 - 1871: 2146 - 1905: 2309 - 1939: 560 - 1950: 592 | - 1961: 1041 - 1965: 1073 - 1970: 1179 - 1975: 1207 - 1980: 1116 - 1985: 1032 | - 1987: 551 - 1990: 1124 - 1995: 1127 - 2000: 1185 - 2005: 1244 |

 Datenquelle: Statistisches Landesamt Rheinland-Pfalz

## Politiek

### Gemeenteraad
De gemeenteraad in Ahrbrück bestaat uit 16 raadsleden die bij de plaatselijke verkiezingen van 7 juni 2009 zijn gekozen, met als voorzitter de burgemeester als ere-ambt.
Gemeenteraad:
|      | SPD | CDU | FDP | FWG | Totaal    |
| ---- | --- | --- | --- | --- | --------- |
| 2009 | 2   | 9   | 1   | 4   | 16 zetels |
| 2004 | 2   | 10  | –   | 4   | 16 zetels |
| 1999 | 3   | 4   | –   | 9   | 16 zetels |

## Cultuur en bezienswaardigheden

### Bouwwerken
Het grootste sacrale bouwwerk in Ahrbrück is de St Andreaskerk. Vermeldenswaard zijn de dorpskapellen St. Rochus in Ahrbrück en St. Katharina in Brück, evenals de in 1993 gerestaureerde Maria-bedevaartskapel in Pützfeld met barokinrichting.

### Sport en vrijetijdsactiviteiten

#### Turnhal
Op het terrein van de Denntal-basisschool bevindt zich een kleine turnhal. Deze wordt niet alleen door de school maar ook door dorpsverenigingen gebruikt.

#### Sportterrein
De gemeente Ahrbrück beschikt over een voetbalterrein, dat zowel door de plaatselijke Kreis C-Ligisten (ABK 54 Ahrbrück), als door diverse jeugdteams wordt gebruikt.

#### Wandelsport
Door de gemeente loopt de Karl-Kaufmannweg, een van de belangrijkste wandelwegen van de Eifelvereniging. Ook de nieuwe Ahrsteig voert over het grondgebied van de gemeente Ahrbrück.

### Muziek
Plaatselijke bands: Nothing to prove (voorheen Vorlaut), Q-Elsa, Paco Paco.
Jaarlijkse concerten in de Maria-bedevaartskapel in Pützfeld.

## Economie en infrastructuur

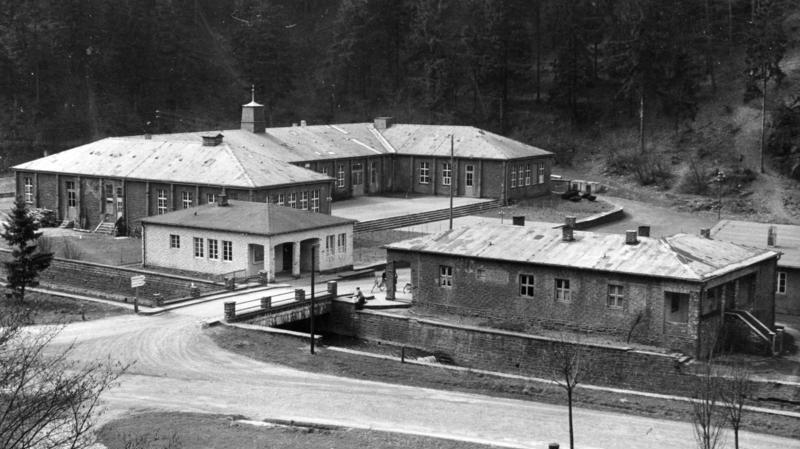
Een kristalslijperij in Ahrbrück als vluchtelingenbedrijf, april 1952

### Verkeer
Het treinstation ‘Ahrbrück’ is het eindpunt van de Untere Ahrtalbahn uit Remagen. Men kan van hieruit door het hele Ahrdal tot aan Bonn rijden.
Deze spoorlijn, de Ahrtalbahn, is ten gevolge van de hoogwater in juli 2021 verwoest op het tracé van  Ahrbrück tot Walporzheim, gemeente Bad Neuenahr-Ahrweiler. De lijn moet op dit traject opnieuw aangelegd worden, hetgeen vanaf 2021 nog verscheidene jaren kan duren.
Een busverbinding verbindt Ahrbrück met Adenau en Altenahr.
De B 257 verbindt Ahrbrück met de A 61.

### Vorming
Een basisschool, de kleuterschool Wervelwind, alsook een evangelische kapel en een katholieke kerk (Andreaskirche (Ahrbrück)) zijn aanwezig.

## Weblinks
- Ahrbrück auf den Seiten der Verbandsgemeinde Altenahr
- Ortsgemeinde Ahrbrück